# Paleanotus chrysolepis
Paleanotus chrysolepis är en ringmaskart som beskrevs av Schmarda 1861. Paleanotus chrysolepis ingår i släktet Paleanotus och familjen Chrysopetalidae. Inga underarter finns listade i Catalogue of Life.